# Adam Obert
Adam Obert (Bratislava, 23 augustus 2002) is een Slowaaks voetballer die doorgaans speelt als centrale verdediger. In juli 2021 verruilde hij Sampdoria voor Cagliari. Obert debuteerde in 2022 in het Slowaaks voetbalelftal.

## Clubcarrière
Obert speelde in de jeugd van Zbrojovka Brno en stapte in 2018 over naar de opleiding van Sampdoria. Drie jaar later besloot hij te vertrekken naar Cagliari. Hij zou later in een interview zeggen dat hij bij vond dat Sampdoria weinig kansen gaf aan jeugdspelers. Obert maakte een kleine negen maanden na zijn komst naar Cagliari zijn debuut, op 24 oktober op bezoek bij Fiorentina. Die club was door doelpunten van Cristiano Biraghi, Nicolás González en Dušan Vlahović met 3–0 te sterk. De Slowaak moest van coach Walter Mazzarri op de reservebank beginnen en hij mocht in de eenenzeventigste minuut invallen voor Nahitan Nández.
Aan het einde van het seizoen 2021/22 degradeerde Cagliari, waarvoor Obert zes competitiewedstrijden had gespeeld, naar de Serie B. Hier nam zijn speeltijd toe en na een jaar keerde Cagliari terug op het hoogste niveau. Zijn eerste officiële doelpunt maakte de verdediger op 19 januari 2025, thuis tegen Lecce. Die ploeg kwam door een doelpunt van Santiago Pierotti op voorsprong, maar na rust scoorden Gianluca Gaetano, Sebastiano Luperto en Nadir Zortea namens Cagliari, waarna Obert op aangeven van Răzvan Marin de eindstand bepaalde op 4–1. Negen dagen na zijn eerste doelpunt ondertekende Obert een nieuw contract, tot medio 2029.

## Clubstatistieken
| Seizoen | Club     | Competitie | Competitie | Competitie | Beker | Beker | Internationaal | Internationaal | Totaal | Totaal |
| Seizoen | Club     | Competitie | Wed.       | Dlp.       | Wed.  | Dlp.  | Wed.           | Dlp.           | Wed.   | Dlp.   |
| ------- | -------- | ---------- | ---------- | ---------- | ----- | ----- | -------------- | -------------- | ------ | ------ |
| 2021/22 | Cagliari | Serie A    | 6          | 0          | 2     | 0     | —              | —              | 8      | 0      |
| 2022/23 | Cagliari | Serie B    | 33         | 0          | 2     | 0     | —              | —              | 35     | 0      |
| 2023/24 | Cagliari | Serie A    | 17         | 0          | 3     | 0     | —              | —              | 20     | 0      |
| 2024/25 | Cagliari | Serie A    | 14         | 1          | 2     | 0     | —              | —              | 16     | 1      |
| Totaal  | Totaal   | Totaal     | 70         | 1          | 9     | 0     | 0              | 0              | 79     | 1      |

Bijgewerkt op 21 februari 2025.

## Interlandcarrière
Obert maakte zijn debuut in het Slowaaks voetbalelftal op 20 november 2022, toen met 0–0 gelijkgespeeld werd tegen Chili. Hij moest van bondscoach Francesco Calzona op de reservebank beginnen en hij kwam het veld in als vervanger van Vernon De Marco. De andere Slowaakse debutant dit duel was Adrián Kaprálik (MŠK Žilina).
In mei 2024 werd Obert door Calzona opgenomen in de voorselectie van Slowakije voor het EK 2024 in Duitsland. Hij werd vervolgens ook opgenomen in de definitieve selectie. Slowakije overleefde de groepsfase als een van de beste nummers drie na een overwinning op België (0–1), een nederlaag tegen Oekraïne (1–2) en een gelijkspel tegen Roemenië (1–1), waarna het in de achtste finales na een verlenging met 2–1 verloor van Engeland. Obert speelde tegen België en Oekraïne. 
| Interlands van Adam Obert voor Slowakije | Interlands van Adam Obert voor Slowakije | Interlands van Adam Obert voor Slowakije | Interlands van Adam Obert voor Slowakije | Interlands van Adam Obert voor Slowakije | Interlands van Adam Obert voor Slowakije |
| №                                        | Datum                                    | Wedstrijd                                | Uitslag                                  | Competitie                               | Doelpunten                               |
| Als speler bij Cagliari                  | Als speler bij Cagliari                  | Als speler bij Cagliari                  | Als speler bij Cagliari                  | Als speler bij Cagliari                  | Als speler bij Cagliari                  |
| ---------------------------------------- | ---------------------------------------- | ---------------------------------------- | ---------------------------------------- | ---------------------------------------- | ---------------------------------------- |
| 1                                        | 20 november 2022                         | Slowakije – Chili                        | 0 – 0                                    | Vriendschappelijk                        |                                          |
| 2                                        | 23 maart 2024                            | Slowakije – Oostenrijk                   | 0 – 2                                    | Vriendschappelijk                        |                                          |
| 3                                        | 26 maart 2024                            | Noorwegen – Slowakije                    | 1 – 1                                    | Vriendschappelijk                        |                                          |
| 4                                        | 5 juni 2024                              | Slowakije – San Marino                   | 4 – 0                                    | Vriendschappelijk                        |                                          |
| 5                                        | 9 juni 2024                              | Slowakije – Wales                        | 4 – 0                                    | Vriendschappelijk                        |                                          |
| 6                                        | 17 juni 2024                             | België – Slowakije                       | 0 – 1                                    | EK 2024                                  |                                          |
| 7                                        | 21 juni 2024                             | Slowakije – Oekraïne                     | 1 – 2                                    | EK 2024                                  |                                          |
| 8                                        | 5 september 2024                         | Estland – Slowakije                      | 0 – 1                                    | Nations League 2024/25                   |                                          |
| 9                                        | 8 september 2024                         | Slowakije – Azerbeidzjan                 | 2 – 0                                    | Nations League 2024/25                   |                                          |
| 10                                       | 16 november 2024                         | Zweden – Slowakije                       | 2 – 1                                    | Nations League 2024/25                   |                                          |
| 11                                       | 19 november 2024                         | Slowakije – Estland                      | 1 – 0                                    | Nations League 2024/25                   |                                          |

Bijgewerkt op 21 februari 2025.